# 알레산드라 암브로지우
알레산드라 암브로지우(포르투갈어: Alessandra Ambrósio, 1981년 4월 11일 ~ )는 브라질의 모델이다. 암브로지우는 빅토리아 시크릿의 핑크 라인 첫 광고 모델로 널리 알려져 있다. 암브로지우는 과거 빅토리아 시크릿 앤젤스 중 하나로, 다음으로 아르마니 익스체인지, 크리스찬 디올 및 랄프 로렌과 같은 브랜드의 모델로 활동하였다.
2012년에는 미국 포브스에서 가장 높은 개런티를 받은 모델 순위에서 6위를 차지했으며, 1년 동안 660만 달러를 벌었다고 추정되고 있다. 종종 세계에서 가장 섹시한 여성 중 한 명으로 언론 매체에서 다룬다. 엔젤스로서 2007년 5월에 피플지에서 "세계에서 가장 아름다운 100명의 인물" 중 하나로 선정되었다.

## 어린 시절
암브로지우는 1981년 4월 11일 브라질 이레싱에서 태어났다. 부모는 이탈리아와 폴란드 혈통이고 주유소를 운영했다. 12살 때 모델 수업을 받기 시작해, 1996년 14살 때 엘리트 모델 룩(Elite Model Look) 브라질 경선 최종 20인 중 한 명이었다. 큰 귀에 늘 컴플렉스를 갖고 있어 11살 때 귀를 뒤쪽으로 향하게 하는 성형 수술을 받았고 수술 후 2년 동안 합병증에 시달렸다. 2006년 타이라 뱅크스 쇼에 출연한 자리에서 귀 수술 이후에 있었던 고생 때문에 다시는 성형 수술을 받을 생각이 없다고 밝혔다.

## 경력

### 모델링
12살 때 모델 수업을 받기 시작, 15살 때 모델 활동을 시작했다. 엘리트 모델 룩(Elite Model Look) 브라질 경선에 참여해 모델 커리어를 쌓기 시작했다. 첫 주요 활동은 브라질판 엘르 커버 촬영이다.게스는 "밀레니엄 게스 캠페인"에 기용했다. 레블론, 크리스티앙 디오르, 조르조 아르마니, 랄프 로렌, 피렐리 캘린더 등 여러 브랜드 광고에 출현했다. 프라다, 샤넬, 오스카르 데 라 렌타 등 여러 디자이너 쇼에 섰다. 코스모폴리탄, 엘르, GQ, 하퍼스 바자, 마리끌레르, 보그 등 여러 잡지의 커버를 장식했다. 2006년 글래머의 커버를 장식한 유일한 직업 모델이다.
2004년 자신의 이름인 알레산드라 암브로지우를 딴 수영복 라인을 로사 차 예하 브랜드 사이스 (Sais)에 내놓았다. 브라질의 스포츠웨어 브랜드 콜치의 얼굴이 되어 애슈턴 커처와 광고 촬영을 하였다.
2010년~2011년 수익 500만 이상이라 추산되어 포브스 선정 "수입이 많은 모델"리스트에서 5위를 했다. 2011년 10월 한 달동안 보그(Vogue)의 블로거가 되어 자신의 모습과 일상을 소개했다. 2012년 8월 런던 올림픽 폐막식 중 리우데자네이루로의 성화 인계 행사에 모습을 보였다.
2014년 봄 미국의 브랜드 체로키 와 협력해 자신의 이름에서 딴 Ale이라는 패션, 스타일 브랜드를 만들었다. Ale는 18 ~ 35세 여성을 대상으로 한 캐주얼 의류, 정장을 다룬다.

### 빅토리아 시크릿
2004년 빅토리아 시크릿 "핑크" 라인의 첫 광고 모델로 기용됐다. 2005년 빅토리아 시크릿 패션쇼에선 사탕으로만 만들어진 란제리를 입고 워킹했다. 첫 출산을 하고 3달 후 2008년 빅토리아 시크릿 패션쇼에 섰고 2009년 쇼 오프닝에도 출현했다. 둘째를 임신한 상태에서 30파운드 무게의 날개를 메고 2011년 쇼에 출현했다. 2012년 빅토리아 시크릿 쇼에서 "판타지 브라"를 입고 나왔다. 플로라 판타지 브라 라 불린 이 브라는 롱아일랜드의 쥬얼리 브랜드 런던 주얼러스(London Jewelers)와 협업해 만든 작품이다. 자수정, 루비, 사파이어, 다이아몬드가 장미색과 옐로우 골드색으로 장착되었다. 중앙에 위치한 다이아몬드는 20캐럿 짜리다. 브라끈 역시 5200개 이상의 보석 원석이 장식되었다.

### 텔레비전과 영화
레이트 레이트 쇼, 코난 오브라이언쇼 등 여러 TV 쇼에 출현했다. 게스트 심사위원 자격으로 프로젝트 런웨이와 타이라 뱅크스 쇼에 출현했다. 도전! 슈퍼모델 시즌 20에서도 모습을 보였다.
안투라지에서도 카메오로 등장했다. 2007년 11월 26일 내가 그녀를 만났을 때의 에피소드 "The Yips"에는 아드리아나 리마, 셀리타 이뱅크스, 머리사 밀러, 미란다 커, 하이디 클룸과 함께 출현했다.
2006년 007 카지노 로얄에서 테니스 걸로 카메오로서 짧게 출현했다. 2016년 닌자터틀의 차기작에 등장할 예정이다. 브라질 드라마 Rede Globo's Secret Truths (2015년 6월 방송 예정)에서 전직 탑 모델인 세미아(Semia)역으로 연기 데뷔할 예정이다.

## 평판
2007년 5월 피플 선정 "세계에서 아름다운 사람 100인" 중 1명으로 선정되었다.

## 사생활
2005년부터 교제해온 사업가 제이미 마주르와 2008년에 약혼했다. 제이미와 슬하에 딸 안자 루이스 암브로시오 마주르 (2008년 출생)와 아들 노아 피닉스 암브로시오 마주르 (2012년 출생)를 두었다. 2018년 파혼했다.

## 필모그래피
| 연도 | 제목                                                | 역할                    | Notes       |
| ---- | --------------------------------------------------- | ----------------------- | ----------- |
| 2006 | 007 카지노 로얄                                     | 테니스걸 1              | 카메오 출현 |
| 2016 | 닌자터틀 2 Teenage Mutant Ninja Turtles: Half Shell | 버논(Vernon)의 여자친구 | 게스트 출현 |

| 연도    | 제목                               | 역할                     | Notes                                            |
| ------- | ---------------------------------- | ------------------------ | ------------------------------------------------ |
| 2004    | 레이트 레이트 쇼                   | 본인                     | 2004년 1월 20일 게스트 출현                      |
| 2005–06 | 타이라 뱅크스 쇼                   | 본인                     | 에피소드 2 게스트 출현                           |
| 2005    | 프로젝트 런웨이                    | 본인                     | 에피소드: "Team Lingerie" 게스트 심판으로 출현   |
| 2006    | 레이트 나이트 위드 코난 오브라이언 | 본인                     | 시즌 14 에피소드 23 게스트 출현                  |
| 2007    | 안투라지                           | 빅토리아 시크릿 앤젤 1인 | 에피소드: "Less Than 30"                         |
| 2007    | 내가 그녀를 만났을 때              | 본인                     | 에피소드: "The Yips"                             |
| 2010    | 가십걸                             | 탑 모델                  | 에피소드: "The Undergraduates"                   |
| 2013    | 도전! 슈퍼모델                     | 본인                     | 에피소드: "The Guy Who Gets a Weave" 게스트 출현 |
| 2015    | 도전! 슈퍼모델 호주판              | 본인                     | 시즌 9 에피소드 1 게스트 심판으로 출현           |
| 2015    | Verdades Secretas                  | 사미아(Samia)            |                                                  |